# 주먹결절
주먹결절(knuckle, 너클)은 손가락의 관절이다.

## 갤러리

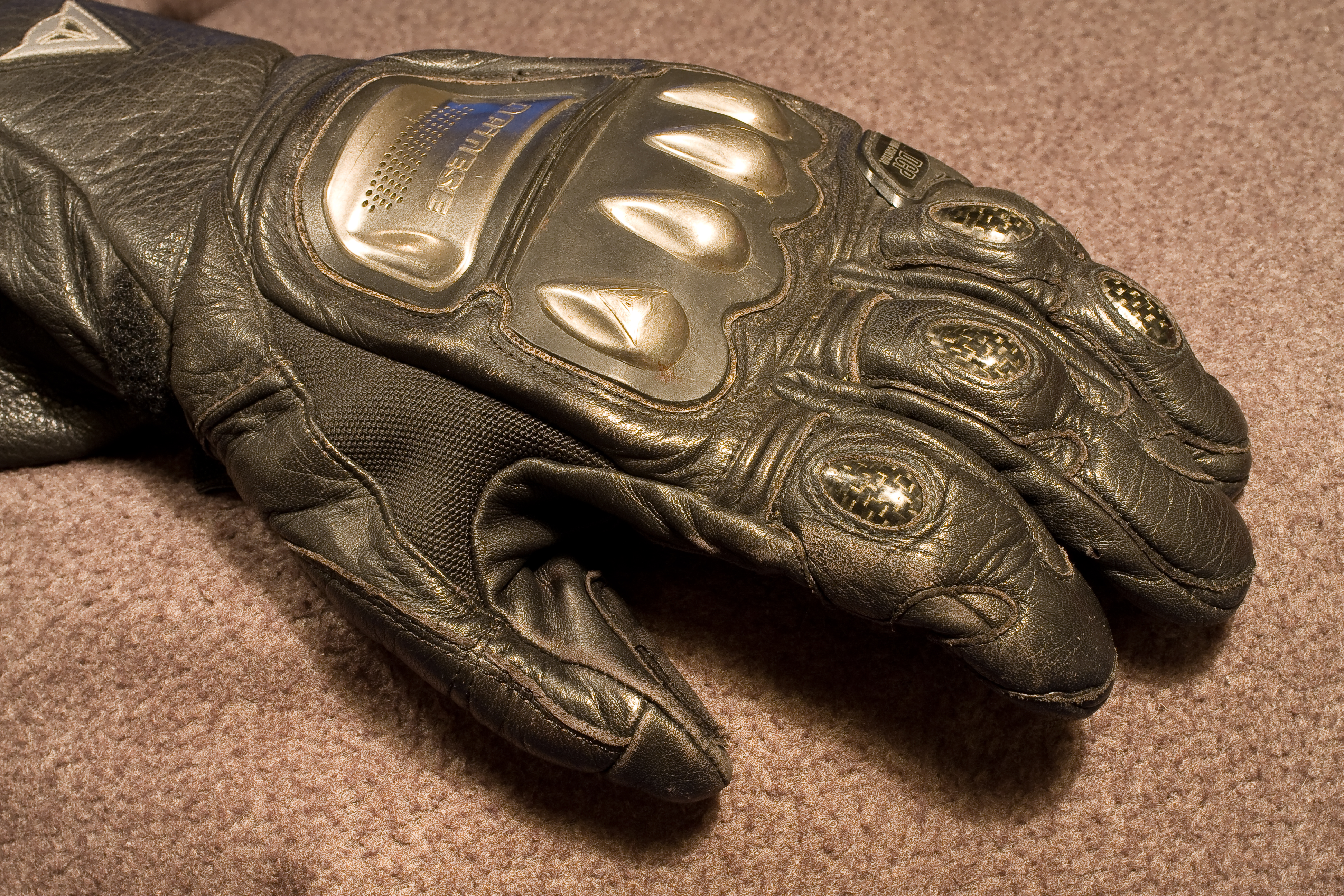
Motorcycle racing gloves with titanium knuckle protectors

## 같이 보기
- 발허리발가락관절
- 손발가락뼈
- 손발가락
- 손허리손가락관절